# Mare de Kourfin Koura
Die Mare de Kourfin Koura ist ein kleiner See in der Gemeinde Madarounfa in Niger.

## Geographie
Die Mare de Kourfin Koura liegt in der Stadtgemeinde Madarounfa, die zum gleichnamigen Departement Madarounfa in der Region Maradi gehört. Östlich des Sees befindet sich das namensgebende Dorf Kourfin Koura. Klimatisch wird das Gewässer zur Übergangszone zwischen Sahel und Sudan gerechnet. Die mittlere jährliche Niederschlagsmenge beträgt hier zwischen 400 und 500 mm.
Die Trockentäler Goulbi de Maradi und Goulbi de Gabi führen enorme Mengen Sand mit sich, wodurch die nahegelegenen stehenden Gewässer der Mare de Kourfin Koura und des Madarounfa-Sees von Versandung betroffen sind.

## Ökologie und wirtschaftliche Bedeutung
An der Mare de Kourfin Koura wurden folgende Vogelarten beobachtet:
- Flussuferläufer (Actitis hypoleucos)
- Graureiher (Ardea cinerea)
- Schwarzhalsreiher (Ardea melanocephala)
- Rallenreiher (Ardeola ralloides)
- Kuhreiher (Bubulcus ibis)
- Zwergstrandläufer (Calidris minuta)
- Kampfläufer (Calidris pugnax)
- Flussregenpfeifer (Charadrius dubius)
- Guineataube (Columba guinea)
- Witwenpfeifgans (Dendrocygna viduata)
- Seidenreiher (Egretta garzetta)
- Stelzenläufer (Himantopus himantopus)
- Uferschnepfe (Limosa limosa)
- Schopfadler (Lophaetus occipitalis)
- Schwarzmilan (Milvus migrans parasitus)
- Steinschmätzer (Oenanthe oenanthe)
- Sichler (Plegadis falcinellus)
- Höckerglanzgans (Sarkidiornis melanotos)
- Knäkente (Spatula querquedula)
- Heiliger Ibis (Threskiornis aethiopicus)
- Dunkler Wasserläufer (Tringa erythropus)
- Bruchwasserläufer (Tringa glareola)
- Grünschenkel (Tringa nebularia)
- Waldwasserläufer (Tringa ochropus)
- Spornkiebitz (Vanellus spinosus)[5]

Die Mare de Kourfin Koura zählt neben dem Madarounfa-See zu den wichtigsten Gewässern für die Fischerei in der Region Maradi.